# Myrna Mack
Myrna Mack Chang (Barrio San Nicolás, 24 oktober 1949 – Guatemala-Stad, 11 september 1990) was een Guatemalteeks antropologe en mensenrechtenactivist.
Mack was afkomstig uit het departement Retalhuleu en had een Maya-vader en een Chinese moeder. Ze studeerde antropologie aan de Universiteit van Manchester en de Durham-universiteit.
Mack verrichtte haar antropologisch onderzoek in arme Mayagemeenschappen in Guatemala tijdens het hoogtepunt van de Guatemalteekse Burgeroorlog. Zij was een van de meest uitgesproken critici van de Guatemalteekse regering, die zich tijdens die burgeroorlog aan talloze gruweldaden schuldig maakte. Op 11 september 1990 werd zij voor haar kantoor in Guatemala-Stad met 27 messteken om het leven gebracht. De weken voor haar dood werd zij gevolgd door een doodseskader van het Guatemalteekse Leger.
In 2002 werd kolonel Juan Valencia Osorio veroordeeld voor de moord op Mack. Hij werd een jaar later echter voorlopig vrijgesproken, en de zaak zal worden doorgestuurd naar het hooggerechtshof. In 2004 gaf de Guatemalteekse regering na een jarenlange strijd van haar zuster Helen toe medeverantwoordelijk te zijn geweest voor haar dood.
- Gemeinsame Normdatei: 119521121
- International Standard Name Identifier: 0000 0001 1458 894X
- Library of Congress Control Number: no94019208
- Nationale Bibliotheek van Israël: 987007264980905171
- Nederlandse Thesaurus van Auteursnamen: 146415272
- Système universitaire de documentation: 12178052X
- Virtual International Authority File: 165877288
- WorldCat: E39PBJcWBcGGPB8dgXw4jBYdcP